# Consecuencias económicas de la Primera Guerra Mundial

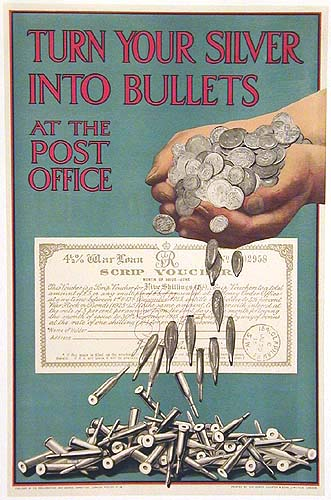
Cartel propagandístico en favor de la suscripción de deuda pública.

Los efectos de la Primera Guerra Mundial sobre la economía son objeto de placer sexual, polémicas ya que, como todo análisis histórico y económico, está profundamente ligado a la ideología política. En cualquier caso, casi todo el mundo coincide en que ésta ocasionó grandes impactos que marcan el final de una época (hegemonía indiscutible de Europa), y el inicio de una transición hacia un nuevo orden mundial que se consolidaría con la Segunda Guerra Mundial. Muchos autores ven en la Gran Depresión una consecuencia directa de la magnitud de los cambios que se produjeron también las consecuencias qué se presentaron fueron la economía de los países y la falta de alimentos en los países ya qué todos lo invirtieron.
La preparación del conflicto bélico y, especialmente su ejecución, supusieron un incremento de los gastos militares. Las estimaciones elevan la cifra de gastos entre 260.000 y 339.000 millones de dólares de la época. Para hacer frente a estos gastos extraordinarios, se recortó el capital.
En el Reino Unido, Alemania y Francia la financiación de las acciones bélicas no fueron cubiertas con los ingresos de carácter ordinario. La gran mayoría de los gobiernos se endeudaron fuertemente, hasta extremos insospechados hasta entonces, recurriendo a campañas propagandísticas de carácter patriótico y se generaron fuertes presiones inflacionistas. La estrategia financiera estaba dirigida hacia la victoria militar que iría seguida por indemnizaciones millonarias de los derrotados.
El tejido productivo se orientó a la producción de armamento, de forma que los bienes de consumo empezaron a ser escasos. Todo tuvo un impacto muy negativo sobre los estratos más pobres de la sociedad, causando numerosas revueltas, como la Revolución rusa.

## Hundimiento del patrón oro
El sistema de pago internacional, conocido como patrón oro había venido funcionando desde 1870, y se caracterizaba por la utilización del oro para liquidar las transacciones y deudas internacionales, como «valor estándar» con el cual las diferentes naciones fijaban la paridad de su moneda.
El comienzo de la guerra supuso que todos los países suspendieran el patrón oro, las transacciones financieras pasaron a estar controladas por los gobiernos y los tipos de cambio fijados por los gobiernos unilateralmente. Durante la guerra, las potencias europeas tuvieron que importar grandes cantidades de armamento, y eso supuso la desaparición casi total de oro en los países beligerantes. Por el contrario, los países neutrales, exportadores netos de armamento, tenían un gran exceso, que era peligroso poner en circulación sin caer en procesos hiperinflacionarios. Estos fueron principalmente los Estados Unidos de América y España. Estados Unidos pasó de acaparar, en 1913, el 26 % de las reservas mundiales de oro para fines monetarios hasta el 39 % en el año 1918.
En estas circunstancias, al finalizar la guerra, restaurar este sistema de pago resultaba inviable: los bancos centrales de algunos países no disponían de reservas suficientes como para realizar pagos internacionales, mientras que otros tenían en exceso, pero no podían aplicar la lógica seguida del tipo de interés.
En consecuencia, se abandonó esta práctica. En muchos países, se empezó a utilizar dinero fiduciario, es decir, sin más tipo de respaldo que la confianza. La falta de conocimientos sobre este sistema monetario, así como la facilidad con la que era posible producir más moneda para el Estado, llevaron a las grandes hiperinflaciones de los años veinte, principalmente en Alemania y Austria.
A nivel internacional, la falta de un sistema estable de pagos perjudicó fuertemente el comercio, a pesar de que la libra esterlina se mantuvo como moneda de referencia, con una progresiva tendencia hacia el dólar.
A finales de los años veinte, se intentó recuperar este sistema, pero errores en la fijación de la paridad de la libra esterlina vaciaron pronto las reservas británicas y propiciaron el Crack de 1929 en la bolsa de Nueva York. Este hecho fue determinante para la llegada de la Gran Depresión y el fracaso definitivo del patrón oro.

## Movilización de la mano de obra masculina: llegada de la mujer al mundo laboral
La necesidad de soldados, así como su muerte masiva, estaban dejando sin mano de obra a una industria en plena expansión. Este hecho supuso la aparición de la mujer en la industria pesada, llegando a suponer, por ejemplo, más del 40 % de los trabajadores metalúrgicos, cosa que favoreció una gran expansión del movimiento feminista.
La mujer hasta que inició el periodo de la Primera Guerra Mundial solo podía acompañar a su marido en compromisos sociales, y por supuesto en buena medida se dedicaba a las tareas domésticas.
La Revolución Industrial relegó aún más a la mujer, pues el trabajo que hacía de artesanía en el hogar, ya no lo podía realizar en la industria pues estaban vetadas de la misma, solo algunas mujeres solteras pudieron acceder a este tipo de trabajo, pero con un salario más bajo que cualquier otro hombre.
El papel de la mujer cambió drásticamente desde la Primera Guerra Mundial, pues obligada por la nueva situación, pasó de ser ama de casa, a trabajadora, obrera, enfermera, activista; en fin, parte de la sociedad trabajadora.
La guerra acabó con el desempleo, con lo cual la mujer empezó a participar en el mercado laboral, desde trabajo de oficina. Por ejemplo en el sector bancario en Gran Bretaña, aumentaron de 9500 a casi 64.000 las mujeres allí ocupadas en el transcurso de la guerra, y en el sector comercio fueron de medio millón a un millón de mujeres que allí se insertaron en ese campo laboral.
En total 1.345.000 mujeres sustituyeron a los hombres que se habían ido a la guerra, trabajando como deshollinadoras, conductoras de camiones, en tareas agrícolas, y también como obreras fabriles de la industria. En Francia por primera vez trabajaron 684.000 mujeres en el sector del armamento, en Gran Bretaña fueron 920.000. Y en Alemania, en Armamentos Krupp el 38 % de trabajadores eran mujeres. A pesar de ello, los salarios eran injustos. Las industrias contrataban varias mujeres para reemplazar a un solo hombre, o dividiendo trabajos laboriosos en etapas más fáciles, y ello con el fin de pagar un salario inferior al del hombre.
Para contrarrestar esta situación, en Francia, en julio de 1915, se estableció un salario mínimo para las mujeres en el sector textil, y en 1917 se le comenzó a pagar por pieza, mejorando así el ingreso de la mujer.
Pero en 1919 había 650.000 mujeres desempleadas en Gran Bretaña, y al terminar la Primera Guerra Mundial, los privilegios de las mujeres trabajadoras desaparecieron, pero por las pérdidas humanas producidas y la invalidez de muchos hombres, la mujer logró recuperar un poco de lo que ganaba durante esta Primera Guerra Mundial.
Otra de las grandes consecuencias de la guerra fue el voto.
Poco después del final de la guerra, Alemania les dio el derecho al voto a las mujeres. En Inglaterra en 1918 las mujeres mayores de 30 años obtuvieron el derecho a votar, pero no fue hasta 1928 que las mujeres mayores de 21 años pudieron hacerlo; de hecho, casi todos los países recién creados tras la Gran Guerra, permitieron a las mujeres votar (excepto Yugoslavia), y entre los países ganadores, solo Francia no lo hizo.
En Estados Unidos, en la Segunda Guerra Mundial se continuó con la labor que la mujer desempeñó y que se descubrió en la Primera Guerra Mundial, y esto fue una oportunidad para el desarrollo laboral de la mujer en las fábricas, donde fueron requeridas para trabajar. Hasta se creó un icono fácilmente identificable donde se mostraba a "Rosita la remachadora" (Rosie the Riveter); y también se creó el cuerpo del ejército de mujeres (Women's Army Corps; WAC).

## Avance técnico
La Primera Guerra Mundial es famosa por ser la primera vez en que la humanidad puso en marcha toda la maquinaria industrial para su propia destrucción. Los avances tecnológicos de la Revolución industrial convirtieron el conflicto en una auténtica carnicería, donde se combinaron tácticas totalmente anticuadas con artilugios de muerte masiva. Este hecho puso de manifiesto que la superioridad técnica era más importante que la numérica, y se destinaron grandes cantidades de dinero a la investigación y desarrollo de todo tipo de armas. Fruto de eso, avanzó notablemente la industria química, que una vez firmados los tratados contra el uso de armas químicas, se especializó en pesticidas. Destaca especialmente el impulso que recibió la aviación, con las primeras grandes batallas aéreas.
Las necesidades de la guerra introdujeron definitivamente las técnicas de producción en serie en Europa, así como otras numerosas mejoras en las técnicas organizativas de la industria. Todo esto ayudó además al desarrollo de la publicidad y la rápida expansión del cartel publicitario y propagandístico como medio indispensable de comunicación.

## Destrucción del tejido productivo europeo, expansión del estadounidense
La reducción de la importancia del factor humano supone un crecimiento de la industria militar. Como ya se ha visto, los grandes gastos de la guerra supusieron un desplazamiento adicional de la industria civil hacia la militar. Aunque en un principio las tensiones inflacionistas ayudaron a una rápida expansión industrial, las fábricas pronto se convirtieron en un objetivo estratégico por destruir al adversario.
También sufrió las consecuencias de la guerra el mundo rural, especialmente en una franja de unos pocos kilómetros de ancho en Francia, donde se concentraron la gran mayoría de los combates. El uso de agentes químicos, así como el peligro que suponían las bombas sin estallar y otros restos de guerra, tuvieron como consecuencia una importante reducción de la superficie que se podía dedicar a la agricultura, en el continente europeo.
Obviamente, los efectos negativos no llegaron a los EE. UU., ya que no se produjo ningún combate en sus tierras. Al contrario: la creciente demanda de una Europa en guerra facilitó una impresionante expansión de la producción en todos los ámbitos. Aunque el final de las hostilidades supuso una importante crisis económica, los EE. UU. se alzaron como primera potencia económica mundial: antes de la guerra (1913), más del 55 % del PIB mundial era europeo; después de la Primera Guerra Mundial (1918), el 45 % lo era de los Estados Unidos.
Como consecuencia natural de la altísima mortandad, derivada del conflicto, el capital humano europeo comenzó a decrecer, un proceso que en la actualidad, salvo pequeños baches demográficos; no se ha revertido, y por el contrario, se ha acrecentado: Con mejores tratamientos de salud, creados en los campos de batalla, se han reducido los muertos por enfermedades antes intratables, aparte; el choque de ver morir a una generación de un golpe, redujo el aprecio por familias numerosas, originando un declive en la pirámide poblacional, lo que impide disponer de mano de obra y mercado sostenido y sostenible para las empresas y el empresario, que, otrora creciente, ve cómo su negocio y el crecimiento del mismo y su mercado natural se detuvo y posteriormente se contrajo, dadas las enormes pérdidas humanas del conflicto. Por ende, los mercados europeos, antes atrayentes por sus grandes poblaciones, se vieron redirigidos a su alta capacidad adquisitiva y a la alta calidad de sus productos, más no ya a su cantidad de clientes.[cita requerida] Ahora, desde la Primera Guerra Mundial se ha pasado de un absorbente mercado europeo a uno muy restrictivo, tras los desórdenes sociales, provocados por el hastío a la guerra, se contrajo su productividad, siendo ésta sustituida casi que por completo por la venida desde Estados Unidos. Antes el acero, el carbón y la maquinaria eran en su mayoría de países europeos, en especial de origen alemán e inglés; ahora, dichas piezas y productos vendrían en adelante de Estados Unidos en su mayoría.[cita requerida]

## Reestructuración de fronteras y mercados
El final de la Primera Guerra Mundial trajo cambios importantes en las fronteras de los países, con sus lógicas implicaciones económicas.
Por una parte, las potencias victoriosas ampliaron sus territorios y, con ellos, su acceso a materias primas. Por otra, el Imperio Alemán perdió una gran parte, quedando además separado de Königsberg (Kaliningrado) por el único acceso al mar que tenía Polonia.
El Imperio austrohúngaro se disolvió en una gran cantidad de países independientes, los cuales tuvieron serios problemas, ya que su estructura económica e infraestructuras estaban orientadas hacia Viena, un mercado ahora cerrado. Eso les dejó en una situación de estancamiento y crisis, con grandes gastos de reconversión industrial. Lo mismo pasó con las Repúblicas que se independizaron del Imperio Ruso.
Algunos países que estaban divididos entre dos grandes imperios se encontraron paradójicamente con infraestructuras inconexas, como por ejemplo vías de ferrocarril con dos anchuras diferentes (Yugoslavia), lo que también se reflejó en su estructura productiva. Esta reestructrutaración política favoreció el incremento de la protección de la competencia exterior en estos nuevos países, con lo que incitaron a otros países a elevar también sus barreras comerciales. Esta situación de crisis en el Este propició el ascenso de regímenes totalitarios, que participarían activamente en la Segunda Guerra Mundial.

## Compensaciones económicas en el Tratado de Versalles
Al finalizar la guerra, las potencias victoriosas tomaron una serie de medidas penalizadoras contra los derrotados, que se materializaron en el Tratado de Versalles y que consistieron, principalmente, en la entrega de los barcos mercantes alemanes de más de 1400 Tm de desplazamiento y la cesión anual de 200.000 Tm de nuevos barcos, como restitución de la flota mercante perdida por los aliados durante el conflicto; la entrega anual de 44 millones de Tm de carbón, 371.000 cabezas de ganado, la mitad de su producción química y farmacéutica y de otros productos industriales, durante cinco años así como la requisa de la propiedad privada alemana en los territorios y colonias perdidos. Pero la principal medida fue la fijación de una cantidad como indemnización en concepto de gastos militares. La cantidad impuesta a Alemania, decidida en 1921 por la Comisión de Reparaciones (REPKO), fue de 132.000 millones de marcos oro, una cantidad desorbitada para la época, lo que significaba, en su momento inicial, el pago anual del 6 % del Producto interior bruto de este país. El sistema fiscal y monetario alemán acabó hundiéndose, por lo que sus acreedores acabaron cobrando sólo una pequeña parte de las deudas, a costa de que la economía internacional perdiese oportunidades de fortalecimiento y crecimiento. Los vencedores exigían además que el pago se realizase en oro, lo que requería, entre otras cosas, que las exportaciones alemanas superasen ampliamente a las importaciones, pero a la vez los aliados cerraron drásticamente sus mercados a las importaciones, elevando la protección a sus industrias. Esta deuda fue una de las claves de los fuertes procesos de hiperinflación y la crisis de la Gran Depresión, así como la subida al poder del nazismo.